# Boremszczyzna
Boremszczyzna (ukr. Боре́мщина, Boremszczyna) – wieś na Ukrainie, w obwodzie wołyńskim, w rejonie kowelskim. W 2001 roku liczyła 62 mieszkańców.
30 grudnia 1914 roku we wsi urodził się Danyło Szumuk, ukraiński dysydent.
Do 2020 w rejonie lubomelskim.